# Sic itur ad astra
Pour les articles homonymes, voir Ad astra.
Sic itur ad astra est une locution latine signifiant « C’est ainsi que l’on s’élève vers les étoiles » ou « Ainsi atteint-on les astres ».

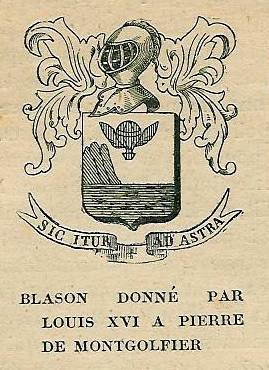
Armoiries de la famille de Montgolfier, comportant la devise Sic itur ad astra.

Il s’agit d’une citation de Virgile figurant au vers 641 du Chant IX de l’Énéide.
Cette locution a souvent été prise comme devise :
- « Sic itur ad astra » est la devise donnée par Louis XVI en 1783 à la famille de Montgolfier, celle des deux frères Montgolfier qui ont donné leur nom à la montgolfière ;
- « Sic itur ad astra » est la devise de l'Aviation royale canadienne, et aussi de la Force aérienne colombienne.
- « Sic itur ad astra » est la devise de la 5e Compagnie du 41e Régiment de Transmissions.

notamment par des villes :
- « Sic itur ad astra » est la devise de Mouilleron-en-Pareds, commune française située dans le département de la Vendée et la région Pays de la Loire ;
- « Sic itur ad astra » (« Such is the way to the Stars » en anglais) est la devise de la ville de Richmond (Virginie, États-Unis).